# Nicholasville (Kentucky)
Nicholasville város az Amerikai Egyesült Államok Kentucky államában, Jessamine megyében, melynek megyeszékhelye is. Lakosainak száma 31 093 fő (2020. április 1.).

## Népesség
A település népességének változása:

| 2010 | 28 015 |
| 2020 | 31 093 |